# Letis integra
Letis integra är en fjärilsart som beskrevs av Walker 1858. Letis integra ingår i släktet Letis och familjen nattflyn. Inga underarter finns listade i Catalogue of Life.